# Estación de Poza de la Sal
Poza de la Sal fue una estación de ferrocarril situada en el municipio español de Poza de la Sal, en la provincia de Burgos, perteneciente al ferrocarril Santander-Mediterráneo. En la actualidad las antiguas instalaciones se encuentran fuera de servicio.

## Situación ferroviaria
Las instalaciones se encontraban situadas en el punto kilométrico 301,3 de la línea férrea de ancho ibérico Santander-Mediterráneo, a 627 metros de altitud sobre el nivel del mar.

## Historia
Construida por la Compañía del Ferrocarril Santander-Mediterráneo, las instalaciones entrarían en servicio en noviembre de 1929 con la inauguración del tramo Peñahorada-Trespaderne. En 1941, con la nacionalización de los ferrocarriles de ancho ibérico, las instalaciones pasaron a manos de RENFE. Tras caer paulatinamente en declive, en 1969 la estación fue rebajada de categoría y reclasificada como apeadero. Las instalaciones dejaron de prestar servicio con la clausura al tráfico de la línea Santander-Mediterráneo en enero de 1985. En la actualidad la antigua estación se encuentra abandonada y en mal estado de conservación.